# Bremsnes
Bremsnes är en tätort i Averøy kommun i Møre og Romsdal fylke i Norge. Orten ligger vid fylkesväg 64 och utgör kommunens största tätort. Den omfattar bland annat orten Bruhagen som utgör kommunens centralort. 